# Karim Bonnet
 (janvier 2020).
Si vous disposez d'ouvrages ou d'articles de référence ou si vous connaissez des sites web de qualité traitant du thème abordé ici, merci de compléter l'article en donnant les références utiles à sa vérifiabilité et en les liant à la section « Notes et références ».
Pour les articles homonymes, voir Bonnet.

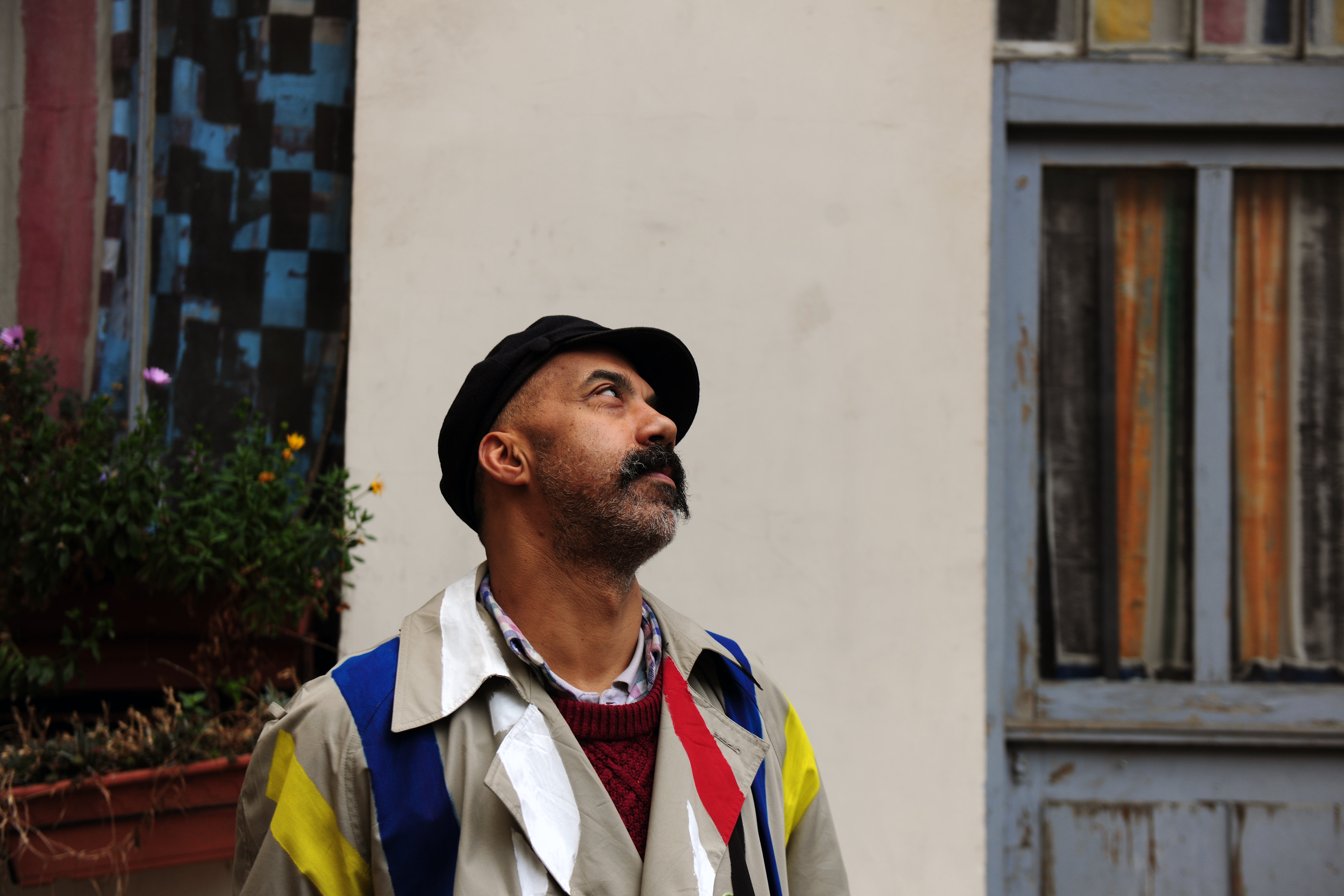
Karim Bonnet en 2021

Karim Bonnet né le 2 novembre 1970 à Tunis est un styliste parisien qui a grandi Impasse de la Défense dans le 18e arrondissement de Paris.

## Biographie, créations
Après un bac scientifique obtenu à l’École nationale de chimie en 1988 à Paris, Karim Bonnet est entré à l’école Formamod pour obtenir son diplôme de styliste en 1989. En 1992, il effectue différents stages notamment chez Étienne Brunel et Corinne Cobson.
Son passage au Pôlepy à Belleville en 1996 et Socapi dans le Marais en 1998[réf. nécessaire] (squats d’artistes) lui ont permis de rencontrer des peintres avec lesquels une collaboration est née, consistant à peindre les vêtements issus de ses créations. C’est à ce moment que Karim Bonnet invente un nouveau style de prêt-à-porter. Après ses années de vie communautaire, il retourne Impasse de la Défense où il s’installe en 1999 dans l’ancien atelier d’un artisan grillagé. Il y crée ses premières collections sous la griffe Impasse de la Défense. Elles sont présentées au Salon du Prêt à Porter en septembre 2000 et rencontrent un succès médiatique et commercial.
À la suite de la démolition de son atelier Impasse de la Défense dans le cadre d’un projet d’urbanisme, la ville de Paris propose alors à Karim Bonnet un nouvel atelier 15bis rue Polonceau où il est toujours installé. De 2000 à 2019, il présente à chaque saison ses nouveaux modèles, dans les défilés de la semaine de la mode à Paris comme en 2010 puis 2012 Gare de l'Est.
Il a l'opportunité d'une exposition Mode et Affiche au palais Galliera en 2003.
À la suite de problèmes structurels importants de l’immeuble de la rue Polonceau, un arrêté de péril a été déclaré en février 2012 interdisant l’accès au public jusqu'à la fin des travaux en 2017.[réf. nécessaire]
Durant cette période, Karim Bonnet est partenaire de la SNCF pour diverses œuvres, pour ses collections de prêt à porter,, pour des films, photos, sculptures, logos... Il a réalisé une sculpture « Point Rencontre Maison Alsace » en Gare de Paris Est et s’est concentré sur son travail de photographe. En 2010, avec une dizaine d'autres créateurs, il participe à une opération caritative et customise un vélo Peugeot. Il a aussi créé une eau de Cologne : Eau de mon Petit Paris. En 2017, Karim reprend possession de son atelier et recrée des collectons de prêt-à-porter. Il a présenté une collection masculine en juin 2019 rue Bonaparte au Centre culturel tchèque de Paris. 
Début 2021, avec l'exposition "Flash Forward" à admirer à la galerie du 59 Rivoli, les deux photographes Karim Bonnet et Dom Garcia opèrent un retour sur vingt ans de travail. Karim s'attarde sur les épiceries parisiennes, Dom sur les portraits d'immeubles. 